# Jan (Selejan)
Jan, imię świeckie Ionel Selejan (ur. 16 listopada 1951 w Petrani) – rumuński biskup prawosławny.

## Życiorys
W 1976 ukończył w Bukareszcie studia na wydziale instalacji i automatyzacji. W 1980 wstąpił jako posłusznik do monaster Lainici. W 1986 ukończył naukę w seminarium duchownym w Krajowej, a cztery lata później – studia teologiczne na uniwersytecie w Sybinie. 6 sierpnia 1990 został wyświęcony na hierodiakona, a 15 sierpnia – na hieromnicha.
W latach 1990–1994 był przełożonym monasteru Lainici. Równocześnie studiował w Instytucie Biblijnym w Jerozolimie. W 1994 był przełożonym placówki Patriarchatu Rumuńskiego w Jerozolimie; wrócił do kraju, gdy został wybrany na pierwszego ordynariusza nowo utworzonej eparchii Covasny i Harghity. Jego chirotonia biskupia odbyła się 20 lipca 1994 w monasterze św. Eliasza w Toplicie, zaś we wrześniu miała miejsce jego intronizacja.
W 2014 został wybrany przez Święty Synod Rumuńskiego Kościoła Prawosławnego na metropolitę Banatu, uzyskując 26 z 45 głosów.